# 1419
1419 (MCDXIX) je bilo navadno leto, ki se je po julijanskem koledarju začelo na nedeljo.

## Dogodki
V Slovenj Gradcu so leta 1419 ustanovili prvi špital, predhodnik današnje bolnišnice.

## Rojstva
- Ivan Hunyadi mlajši, ban Severinske banovine († 1440 ali 1441)

## Smrti
- 5. april - Vincent Ferrer, katalonski misijonar, teolog, svetnik (* 1350)
- 16. avgust - Venčeslav IV., češki in nemški kralj (* 1361)

Neznan datum
- Edigej, tatarski vladar Zlate horde (* 1352)
- Tsongkhapa Losang Zhagba, tibetanski budistični filozof (* 1357)
- Ulrich Ensingen, nemški arhitekt in gradbeni mojster (* 1350)